# Kościół parafialny
Kościół parafialny (daw. kościół farny) – główny kościół danej parafii.
Kościoły parafialne zajmują drugie miejsce w hierarchii po katedrach. Poniżej stoją, odpowiednio: kościoły filialne i kościoły rektoralne.
Duszpasterstwem w kościele parafialnym kieruje proboszcz w imieniu biskupa, przewodniczy on także liturgii. W kościołach filialnych, które zazwyczaj znajdują się w parafiach o znacznej powierzchni, sprawowana jest liturgia tak jak w kościele parafialnym, zwykle jednak brak w nich chrzcielnic, które powinny być w każdym kościele parafialnym.
Kościołowi parafialnemu towarzyszą zwykle zabudowania plebanii.